# 官民人材交流センター
官民人材交流センター（かんみんじんざいこうりゅうセンター、英語：Center for Personnel Interchanges between the Government and Private Entities）は、日本の内閣府の特別の機関の一つである。

## 概要
国家公務員に対し各省庁ごと行われていた民間企業への再就職先斡旋を廃し、一元的に再就職先の斡旋を行う機関として設立された。2008年中に内閣府に設置され、センター設置後3年以内には各省庁の斡旋が全面禁止されることとなる。設置から5年経過後に体制を見直すこととされており、現在は後述のとおり例外的場合に限り、再就職先の斡旋を行っている。

## 経緯
安倍内閣が提出した国家公務員法改正案（「国家公務員法等の一部を改正する法律案」（平成十九年法律第百八号））が、第166回国会にて可決、成立したため、官民人材交流センターの設置が正式決定した。それにともない、監視機関として内閣府に再就職等監視委員会が設置された。参議院本会議での採決の際、民主党・社会民主党・国民新党は退席、日本共産党は出席して反対した。特に共産党は「天下りバンク」と揶揄し、天下りを自由化するものであるとしている。2008年、麻生内閣の下で官民人材交流センターが正式に発足し、その業務を開始した。国家公務員法でセンター長は内閣官房長官を充てると規定されているため、初代センター長には河村建夫が就任した。
しかし、同センターを通じて公益法人の天下りが相次いでいる状況で、2009年8月末現在で斡旋された幹部公務員172人のうち5割弱の81人について、出身省庁所管の公益法人に天下りさせていたことが明らかとなっていて、民間企業への仲介は、全体の2割強の38人にとどまっているという。
職員の離職に際しての離職後の就職の援助については、2009年９月以降は、組織の改廃等に伴い離職せざるを得ない場合を除き、行わないこととなった。2014年４月の国家公務員法の改正により、「官民人材交流センターに委任する事務の運営に関する指針」（平成26年6月24日内閣総理大臣決定）により、職員の離職に際しての離職後の就職の援助については、(1)早期退職応募認定退職者等を対象として、民間の再就職支援会社を活用した再就職支援(2)組織の改廃等に伴う分限免職者を対象再就職支援のみおこなっていた。
この指針はその後改訂され、「官民人材交流センターに委任する事務の運営に関する指針」（平成26年6月24日内閣総理大臣決定一部改正 平成27年10月１日 一部改正 平成30年8月3日）により、職員の離職に際しての離職後の就職の援助については、センターによる直接の就職あっせんは組織の改廃等に伴う分限免職者に限定するものの、離職後の就職を希望する職員及び再就職希望者の採用を希望する求人者に関する情報を収集し、当該再就職希望者及び当該求人者に関する情報を、それぞれ、当該求人者及び当該再就職希望者に提供することとしている。